# Михаил Шуманов
Михаил (Милан) Д. Шуманов е български революционер, кумановски войвода на Вътрешната македоно-одринска революционна организация.

## Биография
Михаил Шуманов е роден през 1875 година в Куманово, тогава в Османската империя. Учителства в Тетово и Велес, след което е четник последователно при Коце Пейков, Христо Чернопеев и Яне Сандански, с които участва в аферата „Мис Стоун“. През Илинденско-Преображенското въстание е четник на войводата от ВМОК Константин Кондов, а след потушаването на въстанието е самостоятелен войвода в Кумановско. В началото на 1905 година действа със сарафистка чета заедно с Панайот Байчев в Кумановско.
В 1908 година Шуманов и П. Пандов започват да издават вестник „Червената македонска книга“, който носи подзаглавието „Орган на славянските народи“.